# 대지접근 경보장치

대지접근 경보장치(對地接近警報裝置, 영어: ground proximity warning system, GPWS)는 항공기의 안전운항을 위한 항공전자장비의 한가지로서 항공기가 지표 및 산악등의 지형에 접근할 경우 점멸등과 인공음성으로 조종사에게 이상접근을 경고하는 장치이다. 다르게는 지상접근경보장치라고도 부른다.
이 장치는 조종사의 판단없이 항공기가 지상에 접근했을 경우, 조종사에게 경보하는 장치로서 고도계(Altimeter)의 대지로부터 고도/기압 변화에 의한 승강율, 이착륙 형태, 글라이드슬로프의 편차 정보에 근거해서 항공기가 지표에 접근했을 경우에 경고등과 음성에 의한 경보를 제공한다.
경보는 회피 조작을 수행한 후 항공기가 위험한 상태로부터 벗어날 때까지 지속되며 스위치등으로 끌 수 없도록 되어 있다.
그러나 GPWS는 다른 경보 장치와 달리 경보의 작동이 직접 조종사에 의한 항공기의 기동과 결합되기 위해 통상의 운항 중이거나 진입 착륙 때는 경보를 제공하지 않게 설계되고 있다.
이 장치는 1975년 미국 연방 항공국(FAA)에 의하여 미국을 운항하는 민간항공기에 설치되도록 의무화 되면서 세계적으로 사용이 일반화되었다. 경보를 발하는 조건은 다음과 같다.
1. 산에 다가갈 경우 등 지표에의 접근율이 비정상적으로 커졌을 때
2. 절대고도 2,500피트(약 760m) 이하에서 강하율이 지나치게 클 때
3. 이륙 후 안전한 절대고도 약 700피트(약 210m)에 이르기 이전에 강하를 시작했을 때
4. 플랩(flap)과 착륙장치가 착륙자세가 아닌데도 절대고도가 비정상적으로 낮아진 경우
5. 계기착륙 때, 글라이드 슬로프보다 아래로 들어가 일정한 수치에서 빗나갔을 때

위와 같은 각각의 경우에 대응한 경보를 일반적으로 컴퓨터로 합성한 인공음성 및 점멸등으로 알려주도록 되어있다.
근래에는 지형레이다(영어 : Altitude Radar) 및 GPS 등을 조합하여 운항중이 항공기의 정확한 위치를 얻어내는 한편 지리 정보 시스템(영어 : geographic information system)과 함께 운용하여 종래의 것에 비해 더 빠르게 경고를 제공하고, 화면 표시에 의한 경고와 정보가 주어지는 개량 GPWS(enhanced GPWS, EGPWS)도 있다.
동유럽제 항공기들은 자국어 GPWS+미터법 고도 콜아웃 조합을 순정으로 사용한다. 예시로 소련-러시아, 우크라이나 GPWS에서 Pull Up은 Тяни Вверх(실제발음: 티니 ㅍ볘르흐)라고 하며, Sink Rate는 Опасный Спуск(발음: 아빠스늬 스뿌스끄), Terrain은 Земля(발음: 지믈랴/Zemlya), Terrain Ahead는 Впереди Земля(발음: ㅍ폐례디 지믈랴), Too Low는 소련제 구형기에는 Высота Опасная(발음: 븨소따 아빠스나야/Viysota Opasnaya)이며, 우크라이나제 신예기는 Низко, Земля(발음: 니ㅈ코, 지믈랴)이고, Too Low, Gear시 Низко, Шасi(발음: 니ㅈ코, 샤시)이다. Bank Angle은 음질 불량으로 알아듣기 어려우나, Крен Предел(발음: 끄롄 쁘리질)이 현재 가장 유력하다. 이 사항들은 모두 유튜브 검색 및 다수의 영상 음성을 반복청취하는 형태의 개인적 조사를 실시한 결과이다.

고도 콜아웃은 예시로 50을 불렀다면 50 "피트"가 아닌 50 "미터"다. 계기 고도 역시 마찬가지로 미터법이 기본적용 되어있다. 관제도 미터법 기준이지만, 특별히 외국 국제선 항공기에는 착륙 직전 제외 모두 임페리얼(야드, 피트)로 불러준다. 자국국적기에는 얄짤 없이 미터법이다.

## 같이 보기
- 아메리칸 항공 965편 추락 사고

## 참고 문헌
- Federal Aviation Regulation, Title 14: Aeronatics and Space, PART 121—OPERATING REQUIREMENTS: DOMESTIC, FLAG, AND SUPPLEMENTAL OPERATIONS, FAA